# 박순덕
박순덕(朴順德, 1954년 2월 20일~)은 대한민국의 영화 편집가이다.

## 영화 작품

### 편집
- 2015년 《화장》
- 2012년 《혜원아, 사랑해》
- 2010년 《내 남자의 순이》
- 2010년 《달빛 길어올리기》
- 2007년 《천년학》
- 2006년 《홀리데이》
- 2005년 《제니, 주노》
- 2004년 《분신사바》
- 2004년 《어린 신부》
- 2004년 《하류인생》
- 2004년 《바람의 파이터》
- 2003년 《별》
- 2002년 《휘파람 공주》
- 2002년 《긴급조치 19호》
- 2002년 《폰》
- 2002년 《런 투 유》
- 2002년 《새는 폐곡선을 그린다》
- 2002년 《취화선》
- 2001년 《썸머타임》
- 2000년 《가위》
- 2000년 《리베라 메》
- 2000년 《침향》
- 2000년 《춘향뎐》
- 1998년 《실락원》
- 1998년 《물 위의 하룻밤》
- 1998년 《남자이야기》
- 1997년 《홀리데이 인 서울》
- 1997년 《김건모의 스피드》
- 1997년 《인연》
- 1997년 《편지》
- 1997년 《창》
- 1997년 《할렐루야》
- 1997년 《야생동물 보호구역》
- 1997년 《삘구》
- 1997년 《블랙잭》
- 1997년 《용병 이반》
- 1997년 《불새》
- 1996년 《너희가 재즈를 믿느냐?》
- 1996년 《귀천도》
- 1996년 《미지왕》
- 1996년 《피아노 맨》
- 1996년 《축제》
- 1996년 《진짜 사나이》
- 1996년 《나에게 오라》
- 1996년 《보스》
- 1995년 《네온 속으로 노을지다》
- 1995년 《테러리스트》
- 1995년 《헤어 드레서》
- 1995년 《꼬리치는 남자》
- 1995년 《리허설》
- 1995년 《아찌 아빠》
- 1995년 《총잡이》
- 1995년 《비상구가 없다》
- 1994년 《계약커플》
- 1994년 《헐리우드 키드의 생애》
- 1994년 《장미빛 인생》
- 1994년 《구미호》
- 1994년 《태백산맥》
- 1994년 《아주 특별한 변신》
- 1994년 《말미잘》
- 1994년 《그리움엔 이유가 없다》
- 1994년 《해적》
- 1994년 《어린 연인》
- 1993년 《키드캅》
- 1993년 《가슴 달린 남자》
- 1993년 《암흑가의 무소속》
- 1993년 《그 여자, 그 남자》
- 1993년 《101번째 프로포즈》
- 1993년 《차이나타운 2》
- 1993년 《오렌지 나라》
- 1993년 《서편제》
- 1993년 《야망의 대륙》
- 1993년 《아침이 오면 그대 이름으로》
- 1993년 《에미의 들》
- 1992년 《숲속의 방》
- 1992년 《땅끝에 선 연인》
- 1992년 《가슴에 돋는 슬픔을 칼로 자르고》
- 1992년 《하얀 전쟁》
- 1992년 《명자 아끼꼬 쏘냐》
- 1992년 《섬강에서 하늘까지》
- 1992년 《김의 전쟁》
- 1992년 《봉성부인》
- 1992년 《마음의 파수꾼》
- 1992년 《장군의 아들 3》
- 1992년 《결혼 이야기》
- 1991년 《피와 불》
- 1991년 《개벽》
- 1991년 《철판을 수놓은 어머니》
- 1991년 《잃어버린 시간들》
- 1991년 《복카치오 91》
- 1991년 《나의 아내를 슬프게 하는 것들》
- 1991년 《장군의 아들 2》
- 1991년 《하얀 비요일》
- 1991년 《푸른 옷소매》
- 1991년 《낙타는 따로 울지 않는다》
- 1991년 《돈아 돈아 돈아》
- 1991년 《어허 어이 어이가리》
- 1991년 《혼자도는 바람개비》
- 1991년 《메리 제인》
- 1991년 《서울의 눈물》
- 1991년 《아그네스를 위하여》
- 1991년 《사랑은 지금부터 시작이야》
- 1991년 《겨울 꿈은 날지 않는다》
- 1990년 《영심이》
- 1990년 《화랑대》
- 1990년 《무》
- 1990년 《꼭지딴》
- 1990년 《장군의 아들》
- 1990년 《매춘시대》
- 1990년 《남자 시장》
- 1990년 《코리안 커넥션》
- 1989년 《추억의 이름으로》
- 1989년 《담다디》
- 1989년 《추억의 이름으로》
- 1989년 《제3세대 우뢰매 6》
- 1989년 《밀월》
- 1989년 《회색도시 2》
- 1989년 《죄없는 병사들》
- 1989년 《엄마의 기도 나의 기도》
- 1989년 《아제 아제 바라아제》
- 1989년 《매춘 2》
- 1988년 《공초도사와 슈퍼 홍길동 2》
- 1988년 《햄버거 쟈니》
- 1988년 《뉴머신 우뢰매 5》
- 1988년 《돌아이 4 - 둔버기》
- 1988년 《깜동》
- 1988년 《그녀와의 마지막 춤을》
- 1988년 《매춘》
- 1988년 《슈퍼 홍길동》
- 1987년 《우뢰매 4탄 썬더V 출동》
- 1987년 《이브의 건넌방》
- 1987년 《비창》
- 1987년 《외계에서 온 우뢰매 전격 쓰리 작전》
- 1987년 《감자》
- 1987년 《아다다》
- 1986년 《외계에서 온 우뢰매 2》
- 1986년 《스잔나의 체험》
- 1986년 《말괄량이 대행진》
- 1986년 《87 맨발의 청춘》
- 1986년 《티켓》
- 1986년 《씨받이》
- 1986년 《신의 아들》
- 1986년 《왜불러》
- 1986년 《외계에서 온 우뢰매》
- 1986년 《푸른 하늘 은하수》
- 1985년 《이별없는 아침》
- 1985년 《춤추는 청춘대학》
- 1985년 《밤마다 천국》
- 1985년 《깊고 깊은 그곳에》
- 1984년 《스타페리 불청객》
- 1984년 《스페이스 간담 V》
- 1984년 《불타는 신록》
- 1984년 《대학 괴짜들》
- 1984년 《열아홉살의 가을》
- 1983년 《다윗과 골리앗》
- 1983년 《스물하나의 비망록》
- 1983년 《대학 들개》
- 1983년 《송골매의 모두 다 사랑하리》
- 1983년 《슈퍼 태권 V》
- 1983년 《초합금 로보트 쏠라 1.2.3》
- 1982년 《죽으면 살리라》
- 1981년 《혹성 로보트 썬더 A》
- 1980년 《삼국지 2: 관우 오관돌파》
- 1980년 《삼국지 1: 도원결의》
- 1980년 《15소년 우주 표류기》
- 1980년 《꼬마 어사 똘이》
- 1979년 《삼국지》
- 1979년 《간첩잡는 똘이장군》
- 1979년 《은하함대 지구호》
- 1978년 《제3땅굴편 똘이장군》

### 기타
- 1999년 《마요네즈》제2조수

### 조명
- 1988년 《욕》

## 입문배경
- 영화일을 시작하기 전에 특별히 영화에 관심이 있었던 적은 없다. 우연한 기회의 같은 동네에 살고 있던, 김창순 편집기사를 만나면서 그 수하에서 편집일을 배우게 되었다. 10년 정도 수업을 쌓아 85년 임권택 감독의 '길소뜸'으로 데뷔하였다.

## 수상
- 제26회 대종상 영화제 편집상 아다다(1987년)
- 제34회 대종상 영화제: 편집상(테러리스트) 1996년
- 제38회 대종상 영화제: 편집상(리베라메) 2001년